# Diagonal Mar y el Frente Marítimo del Pueblo Nuevo
Diagonal Mar y el Frente Marítimo del Pueblo Nuevo (en catalán: Diagonal Mar i el Front Marítim del Poblenou) es un barrio de la ciudad de Barcelona, España, situado en el distrito de San Martín. Es uno de los barrios más nuevos de la ciudad condal y fue diseñado y creado gracias al plan urbanístico que se realizó para la celebración del Fórum Universal de las Culturas, en 2004. 
Recibe este nombre debido a su situación, encontrándose justo al principio de la avenida Diagonal desembocando en el mar Mediterráneo. 
Catorce hectáreas de este barrio, especialmente las que ocupa el parque de Diagonal Mar, pertenecían a la empresa metalúrgica y de construcción de material ferroviario que, a pesar de sus diversos cambios de nombre, siempre fue conocida como Can Girona, de la que queda el recuerdo de la torre de las aguas en la que figura el nombre "Besós", por haber pertenecido anteriormente a una compañía de aguas que pretendía utilizar las aguas del río Besós, que rápidamente se contaminaron por los residuos de las numerosas industrias de la zona.

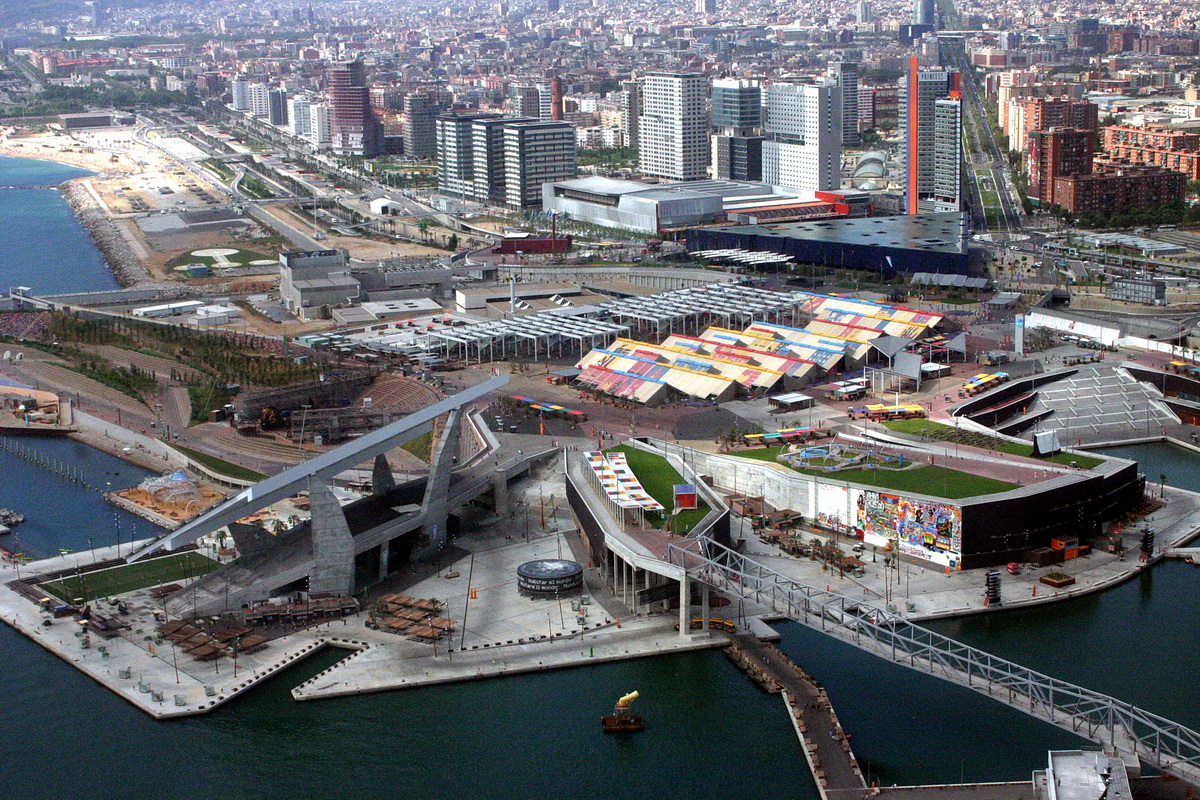
Vista del barrio con el Fórum de las culturas en primer plano.
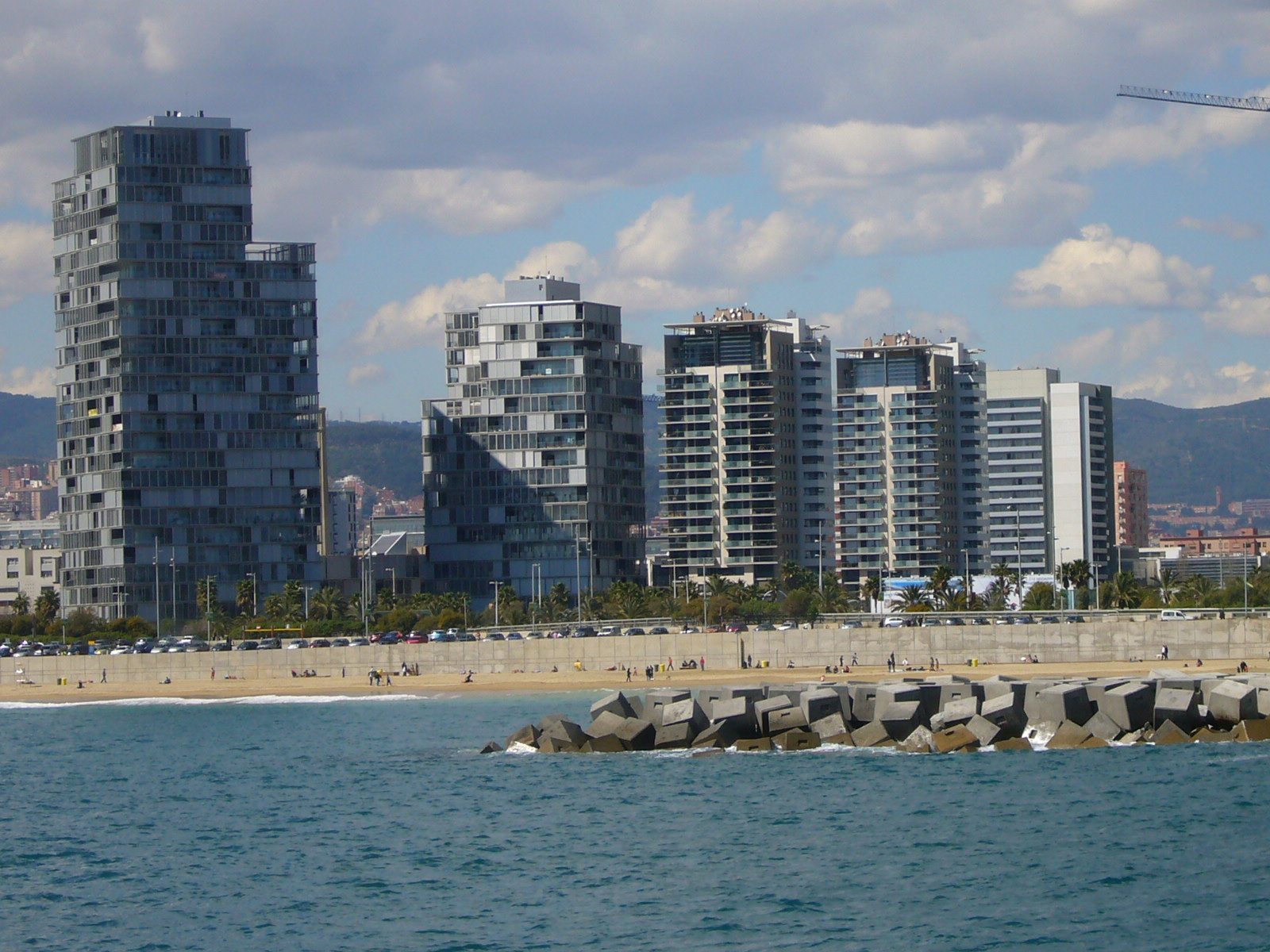
Sur del parque Diagonal Mar, visto desde el mar ante la playa de levant. A la derecha se ven las torres residenciales Illa de la Llum en el centro la Illa del Bosc y a la izquierda una de las torres de la Illa del Cel
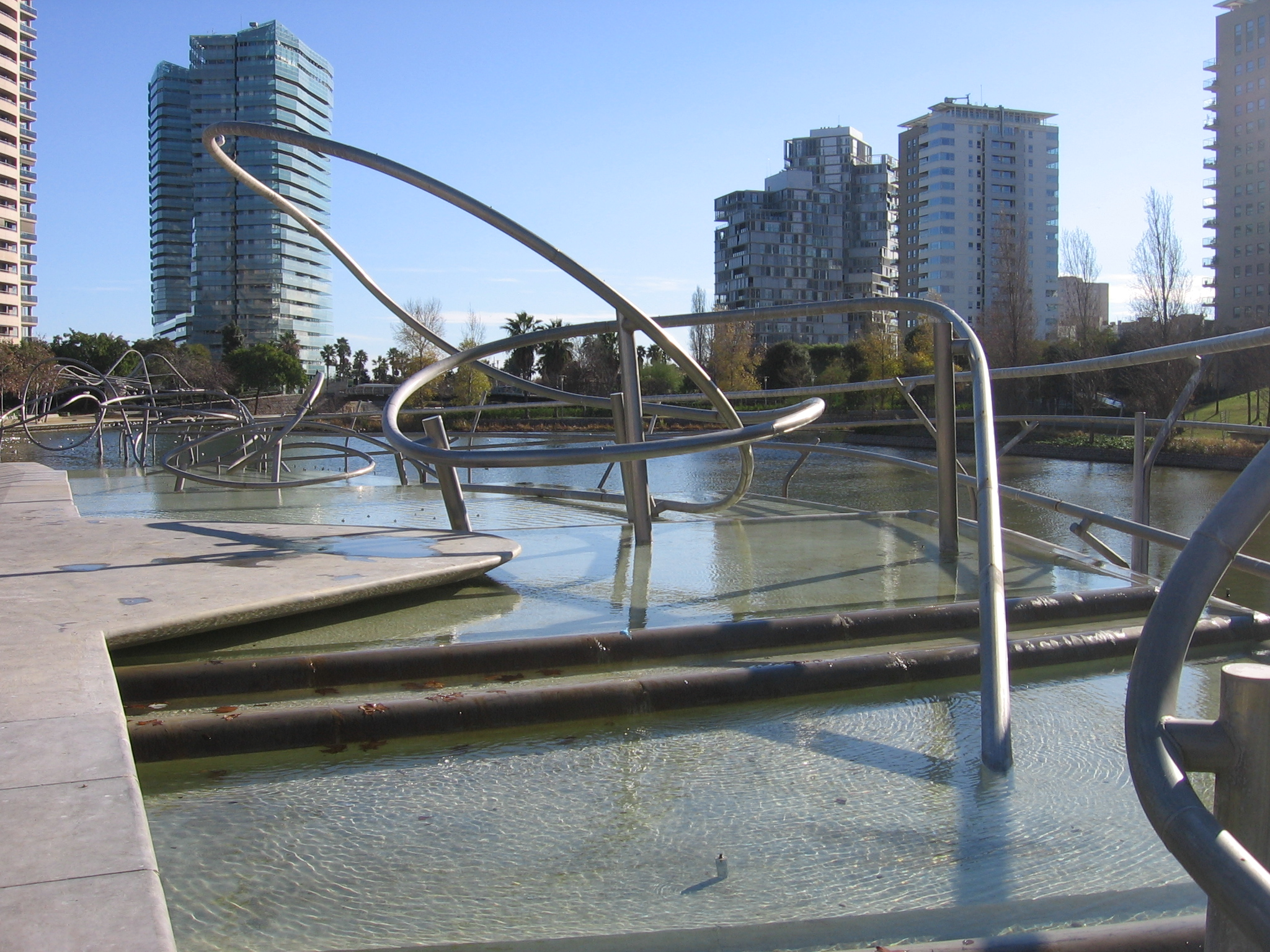
Parque de Diagonal Mar.